# BMI Film & TV Awards 1990
Die Verleihung der BMI Film & TV Awards 1990 war die fünfte ihrer Art. Bei der Verleihung werden immer Arbeiten des Vorjahres ausgezeichnet. In der Kategorie Most Performed Song from a Film werden die jeweiligen Songkomponisten ausgezeichnet, es kann hier also Abweichungen von den Soundtrackkomponisten geben.

## Preisträger

### BMI Film Music Award
- Zurück in die Zukunft II von Alan Silvestri
- Batman von Danny Elfman
- Geboren am 4. Juli von John Williams (Oscar-Nominierung als beste Filmmusik 1990)
- Miss Daisy und ihr Chauffeur von Hans Zimmer
- Ghostbusters II von Randy Edelman
- Indiana Jones und der letzte Kreuzzug von John Williams (Oscar-Nominierung als beste Filmmusik 1990)
- Brennpunkt L.A. von Michael Kamen, Eric Clapton und David Sanborn
- Arielle, die Meerjungfrau von Alan Menken (Oscar als beste Filmmusik 1990)
- Kuck mal, wer da spricht! von David Kitay
- Der Rosenkrieg von David Newman

### Most Performed Song from a Film
- Ein himmlischer Liebhaber von Tom Snow und Dean Pitchford (für den Song After All)
- Ghostbusters II von L.A. Reid, Kenneth Edmonds und Daryl Simmons (für den Song On Our Own)

### BMI TV Music Award
- America’s Funniest Home Videos von Stewart Harris und Dan Slider
- Die Bill Cosby Show von Bill Cosby, Stu Gardner und Arthur Lisi
- A Different World von Bill Cosby, Stu Gardner, Arthur Lisi und Dawnn Lewis
- Golden Girls von Andrew Gold
- Grand von Tom Snow und Michael Leeson
- Growing Pains von Steve Dorff
- Hunter von Mike Post und Pete Carpenter
- L.A. Law – Staranwälte, Tricks, Prozesse von Mike Post
- Lonesome Dove von Basil Poledouris
- Matlock von Bruce Babcock und Artie Kane
- Sesamstraße von Christopher Cerf
- Wer ist hier der Boss? von Martin Cohan, Blake Hunter und Robert Kraft
- Wunderbare Jahre von John Lennon, Paul McCartney und W. G. Snuffy Walden